# Ареф'єв Костянтин Артемович
Костянтин Артемович Ареф'єв (12 (25) грудня 1915, Харків — 8 березня 1948) — активний учасник радянського партизанського руху в Україні в роки німецько-радянської війни, командир партизанського загону «За Перемогу», лейтенант, Герой Радянського Союзу.

## Біографія
Народився 25 грудня 1915 року в місті Харкові в сім'ї робітника. Член ВКП(б) з 1940 року. Закінчив школу і залізничний технікум.
У 1937—1940 роках служив у Червоній армії. Потім працював заступником начальника Київського залізничного вокзалу.
На початку німецько-радянської війни за рішенням партійних органів був залишений в тилу ворога для підпільної роботи. Але на початок вересня 1941 р. займав посаду начальника штаба київського бронепотягу «Літер А». Брав участь у невдалих спробах 37-ї армії (командувач генерал-майор А. А. Власов) в районі Баришівка — Березань — Яготин прорватися із київського оточення. Коли бронепотяг вийшов із строю, та коли війська в цілому втратили управління й розпалися на окремі бойові групи, Ареф'єв пристав до зведеної групи під керівництвом командувача армії Власова. Він згадує, що Власов намагався до останнього тримати дисципліну серед бійців та збирати кожен день поради командирів в своєму бойовому загоні, який в останні дні вересня перебував у болотах на р. Трубіж приблизно між селами Гланишів-Пристроми. На початку жовтня загін вирушив на схід з метою виходу з оточення.
Працював у 1941—1942 роках черговим по вокзалу на станції Білокоровичі, Костянтин Ареф'єв займався організацією диверсійних груп і вів агітаційну роботу серед словацьких солдатів, які охороняли станцію. У листопаді 1942 року він привів у партизанський загін С. Ф. Малікова сімох словацьких солдатів з двома кулеметами і п'ятьма гвинтівками.
1 січня 1943 року за наказом командування Житомирського партизанського з'єднання група партизанів, до якої входив К. А. Ареф'єв, обеззброїла охорону залізничної станції Білокоровичі, знищила станційне обладнання, захопила станковий кулемет, більше 10-і гвинтівок, 100 ручних бомб, кілька тисяч патронів і прибула в партизанський загін «За Перемогу». У лютому 1943 року К. А. Ареф'єв був призначений командиром цього загону, на чолі якого провів ряд диверсій на залізниці Мозир—Житомир.
11 серпня 1943 Ареф'єв з групою партизанів підірвав залізничний міст через річку Іршу і розгромив охорону станції Турчинка. У ніч з 17 на 18 серпня 1943 року партизанський загін під його командуванням розгромив гарнізон противника в містечку Ушомирі, де було знищено 213 солдатів і офіцерів противника, взяті значні трофеї і запаси продовольства, боєприпасів, обмундирування та коней. У ніч на 1 вересня 1943 року партизани загону Ареф'єва підірвали залізничний міст через річку Жерев поблизу станції Ігнатпіль. У результаті цих двох операцій головна залізниця на ділянці Овруч—Коростень була виведена з ладу на 17 днів, а на залізниці Житомир—Коростень — на 39 днів.
У боях проти німецьких окупантів партизанський загін під командуванням К. А. Ареф'єва пустив під укіс 25 ешелонів з живою силою противника, бойовою технікою і боєприпасами, підірвав 24 залізничні і шосейних мости, розгромив вісім ворожих гарнізонів. При цьому було знищено близько 1 600 німецьких солдатів і офіцерів.
У кінці вересня 1943 року К. А. Ареф'єв був важко поранений. Його вивезли в госпіталь на «Велику землю».
Указом Президії Верховної Ради СРСР від 2 травня 1945 року Ареф'єву Костянтину Артемовичу присвоєно звання Героя Радянського Союзу з врученням ордена Леніна і медалі «Золота Зірка» (№ 7496).
Внаслідок тяжкого поранення К. Ареф’єв, крім іншого повністю втратив зір. За спогадами людей, які до того служили з ним, на фоні важких поранень, які унеможливлювали повноцінне життя, у К. Ареф’єва розвинувся тяжкий посттравматичний синдром. Через це К. Ареф’єв почав пиячити, швидко спився, і це стало однією з головних причин його ранньої смерті у віці 32 років.
Помер 8 березня 1948 року. Похований у Києві на Байковому кладовищі (ділянка № 2).

## Нагороди, пам'ять
Нагороджений орденами Леніна, Червоного Прапора, Червоної Зірки, медалями.
1982 року одну з київських вулиць названо на його честь.